# 구례 연곡사 동 승탑비
구례 연곡사 동 승탑비(求禮 鷰谷寺 東 僧塔碑)는 전라남도 구례군, 연곡사에 있는 고려시대의 비석이다. 1963년 1월 21일 대한민국의 보물 제153호로 지정되었다.

## 개요
통일신라시대에 창건된 연곡사에는 승려의 사리를 모셔놓은 승탑이 3개 있는데, 이 비(碑)는 동승탑 앞쪽에 서 있는 비로, 비몸돌이 없어진 채 받침돌과 머릿돌만이 남아 있다. 
받침돌은 네 다리를 사방으로 쭉 뻗고 엎드린 용의 모습을 하고 있으나 사실성이 떨어지며, 잘려진 것을 복구해 놓아 부자연스럽다. 용의 등에는 새 날개 모양의 무늬를 조각해 놓아 새로운 느낌이다. 등 중앙에 비를 끼우도록 마련된 비좌(碑座)에는 구름무늬와 연꽃무늬가 장식되어 있다. 머릿돌은 용무늬를 생략하고 구름무늬만을 새겼으며, 꼭대기에는 불꽃에 휩싸인 보주(寶珠:연꽃봉오리모양의 장식)를 조각해 놓았다.
작고 아담해진 규모와 통념을 벗어난 조각형태를 지닌 고려시대의 비로, 통일신라시대와는 다른 새로운 양식을 보인다. 

## 같이 보기
- 연곡사

## 참고 자료
- 구례 연곡사 동 승탑비 - 국가유산청 국가유산포털